# Christina Kubisch
Christina Kubisch, née en 1948 à Brême en Allemagne est une artiste sonore.

## Biographie
Christina Kubisch est née à Brême (Allemagne) en 1948. Elle a étudié la peinture, la musique et l'électronique à Hambourg (Allemagne), Graz (Autriche), Zurich (Suisse) et Milan (Italie). Après avoir été flûtiste pour la musique contemporaine, elle a commencé à interpréter ses propres
compositions, souvent en combinaison avec de la vidéo.
Depuis la fin des années 1970, elle réalise principalement des installations et sculptures sonores. Elle travaille aussi avec la lumière. Ses compositions sont en grande partie des œuvres électroacoustiques, mais elle a également écrit pour des ensembles et a réalisé plusieurs œuvres radiophoniques. Christina Kubisch fait partie de la première génération d'artistes sonores. Elle a développé des techniques comme l'induction magnétique, qu'elle utilise dans ses installations. Ses œuvres font partie d'une tendance qui vise à la synthèse des arts. Elles contribuent à la découverte de l'espace acoustique et de la dimension temporelle dans les arts visuels.
Depuis 1974, ses œuvres ont été présentées en Europe, aux États-Unis, en Australie, au Japon et en Amérique du Sud lors d'expositions personnelles. Elle participe aussi à de nombreux festivals internationaux et expositions collectives. Sa musique a été diffusée par différents labels dont Cramps Records, Édition RZ, ampersand, semishigure, Die Schachtel, Olof Bright, AA Records, Important Records, Gruenrekorder (en). Elle a bénéficié de nombreuses bourses et remporté plusieurs prix internationaux.